# Reich & sexy II: Die fetten Jahre
Reich & sexy II: Die fetten Jahre – album kompilacyjny niemieckiego zespołu punkrockowego Die Toten Hosen, wydany w 2002 roku. 

## Lista utworów

### CD1
1. „Pushed Again” (Breitkopf/Frege) - 2:58
2. „Bonnie & Clyde” (Breitkopf/Frege) - 3:33
3. „Schön sein” (Funny van Dannen, Frege/Frege, van Dannen) - 3:10
4. „Frauen dieser Welt” (van Dannen/van Dannen) - 3:50
5. „Paradies” (Frege/Frege) - 3:59
6. „Nichts bleibt für die Ewigkeit” (von Holst, Frege/Müller, von Holst, Frege) - 3:54
7. „Was zählt” (Frege/Frege) - 4:38
8. „Unsterblich” (Frege, von Holst/Frege) - 3:45
9. „Irre” (Breitkopf, Meurer/Frege) - 3:31
10. „Steh auf, wenn du am Boden bist” (Frege, von Holst/Frege) - 3:53
11. „Warum werde ich nicht satt?” (Breitkopf, von Holst/Frege) - 3:29
12. „Madelaine (aus Lüdenscheid)” (van Dannen, Frege/Frege, van Dannen) - 3:36
13. „Weihnachtsmann vom Dach” (von Holst/Frege) - 4:02
14. „Zur Hölle und zurück” (von Holst, Frege) - 3:27
15. „Nur zu Besuch” (Frege, von Holst/Frege) - 4:28
16. „Niemals einer Meinung” (Frege/Frege) - 3:43
17. „Bayern” (van Dannen, Frege/van Dannen, Frege) - 4:18
18. „Auld Lang Syne” - 2:32
19. „Zehn kleine Jägermeister” (Rohde/Hanns Christian Müller, Frege) - 4:22
20. „Schönen Gruß, auf Wiederseh'n” (Rohde/Frege) - 3:35

### CD2
1. „Entenhausen bleibt stabil” (Breitkopf/Müller) - 3:25
2. „Hang on Sloopy” (Ferrell, Russolt) - 2:30 (The McCoys cover)
3. „Vor dem Sturm” (Rohde/Frege) - 3:12
4. „Wahre Liebe” (Rohde/Frege) - 3:29
5. „Abitur” (Breitkopf/Frege) - 1:56
6. „Die „7“ ist alles” (Meurer/Frege) - 4:32
7. „Tout pour sauver l'amour” (Frege/Casariego) - 4:31 (z Marina Casariego; francuska wersja „Alles aus Liebe”)
8. „Rest der Welt” (Frege/Frege) - 3:53
9. „Police on My Back” (Eddy Grant) - 2:16 (z Ronnie Biggs; The Equals cover)
10. „Kleiner Junge” (von Holst/Frege) - 3:58
11. „In Gottes Namen” (Frege, von Holst) - 3:45
12. „Alkohol” (Rohde/Frege) - 2:03
13. „Long Way from Liverpool” (Breitkopf, John Plain/Frege) - 3:01
14. „Ein Witz” (Meurer/Frege) - 2:55
15. „Babylon's Burning” (Jennings, Ruffy, Owen, Fox) - 2:24
16. „Alles ist eins” (von Holst/Frege) - 3:20
17. „Geh aus dem Weg” (Breitkopf/Frege) - 2:58
18. „100 Tage bis zum Untergang” (Meurer/Frege) - 4:02 (1987 studio session)
19. „Walter November - Ein Interview” - 1:40
20. „You'll Never Walk Alone” (Richard Rodgers/Oscar Hammerstein) - 2:36

## Single
- 2002 „Frauen dieser Welt”

## Wykonawcycy
- Campino – wokal
- Andreas von Holst – gitara
- Michael Breitkopf – gitara
- Andreas Meurer – gitara basowa
- Vom Ritchie – perkusja
- Trini Trimpop – perkusja
- Wolfgang Rohde – perkusja

## Listy przebojów
| Rok  | Kraj       | Pozycja |
| ---- | ---------- | ------- |
| 2002 | Niemcy     | 2       |
| 2002 | Austria    | 8       |
| 2002 | Szwajcaria | 9       |